# Бенівка
Бенівка — колишнє село в Україні, за 10 км від ЧАЕС та за 26 км від колишнього райцентру — міста Чорнобиль, в Іванківському районі Київської області, за 6 км від кордону з Білоруссю. Розташоване на правому березі Прип'яті. Виселене внаслідок сильного радіоактивного забруднення.

## Історія
До 1986 року входило до складу Чорнобильського району і підорядковувалося Старошепелицькій сільській раді.
Час виникнення села невідомий. 1887 року у селі мешкало 288 осіб.
На межі 1970-80-х рр. у селі проживало близько 230 мешканців.
Напередодні аварії на ЧАЕС у селі мешкало 254 мешканці, було 131 дворів. Мешканці села після аварії на ЧАЕС були відселені у село Мар'янівка (Мар'янівська сільська рада, Макарівський район).
Після аварії на станції 26 квітня 1986 село було відселене внаслідок сильного забруднення. Офіційно зняте з обліку в 1999 році за відсутністю жителів.
Після Чорнобильської катастрофи село увійшло до 10-кілометрової зони відчуження.
Частина села згоріла під час лісових пожеж у 1992 році.
В 2008-2009 роках українськими творчими особистостями, під керівництвом відомої поетеси Ліни Костенко проведена була експедиція в Чорнобильську зону саме по виселеним селам, про що Ліна Костенко описала у своїй книзі, та рнозповідаючи на пресконференціях, зокрема:
|  | Можете собі уявити: село Бенівка, експедиція іде між чорними коминами, всі в камуфляжі, чорні од втоми, а Ростислав Андрійович скликає нас не тутуканням автобуса, не криком, щоб не смикати зайвий раз ті нерви. Він грає на сопілочці, як Лукашик! Ідуть мавки в камуфляжах!. |

З кінця лютого до 1 квітня 2022 року село було окуповане російськими військами.